# Patriots de Fayetteville
Pour les articles homonymes, voir Patriot.
Les Patriots de Fayetteville (Fayetteville Patriots en anglais), sont une ancienne franchise de la NBA Development League, ligue américaine mineure de basket-ball créée et dirigée par la NBA. L'équipe était basée à Fayetteville en Caroline du Nord.

## Affiliation
Elle était associée aux Bobcats de Charlotte, Pistons de Détroit et aux Knicks de New York.
Les Bobcats étant la franchise la plus proche géographiquement, le lien entre les deux franchises était un peu plus développé.

## Palmarès
néant

## Entraîneurs successifs
- 2001-2002 :  Nate Archibald
- 2001-2004 :  Jeff Capel II
- 2004-2006 :  Mike Brown

## Joueurs célèbres ou marquants
- Amir Johnson
- Alex Acker